# Buprestidae
I Buprestidi Leach, 1815 sono una famiglia di coleotteri diffusa in tutto il mondo con oltre 15 000 specie. In Italia se ne trovano circa 200.

## Morfologia

### Adulto
I Buprestidi sono caratterizzati da corpo ovale, spesso dotato di colori metallici e forte punteggiatura, zampe brevi, dotate di tarsi pentameri (formula tarsale 5-5-5), ed antenne corte, con articoli più o meno dentati.

La stragrande maggioranza delle specie sono alate e dotate di ali posteriori privi dell'articolazione che consente di ripiegarle, come accade per gli altri coleotteri. Questo fatto permette l'istantanea apertura delle ali ed una partenza in volo rapidissima.

Le dimensioni variano da pochi mm (genere Trachys) ai 7 cm del buprestide sudamericano Euchroma gigantea.

### Larva

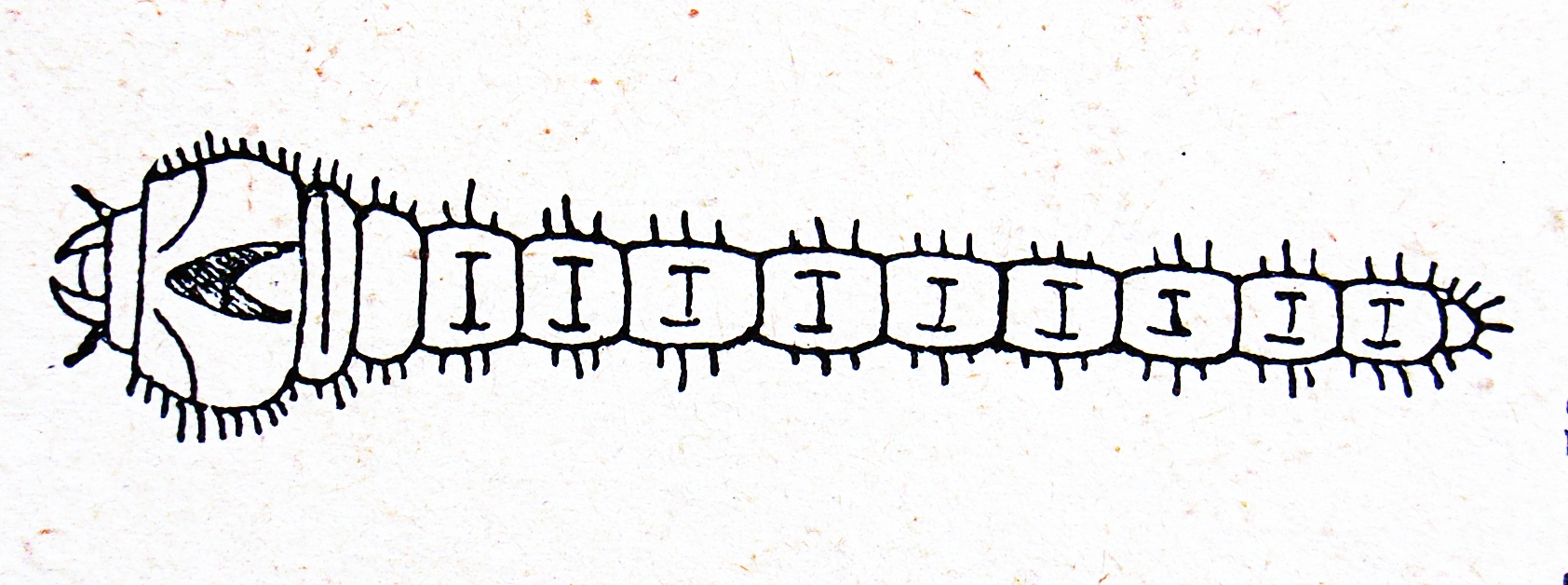

Le larve dei Buprestidi sono apode e criptocefale, bianche, con il solo capo sclerificato rossastro.

Si differenziano da quelle dei cerambicidi per la sproporzione tra il protorace, fortemente sviluppato e globoso, e l'addome sottile.

## Biologia

### Larva
I Buprestidi sono tutti fitofagi. Molte specie sono xilofaghe e vivono soprattutto nella zona al disotto della corteccia, altre vivono all'interno di arbusti, mentre le larve del genere Trachys scavano gallerie addirittura nello spessore delle foglie.

### Adulto

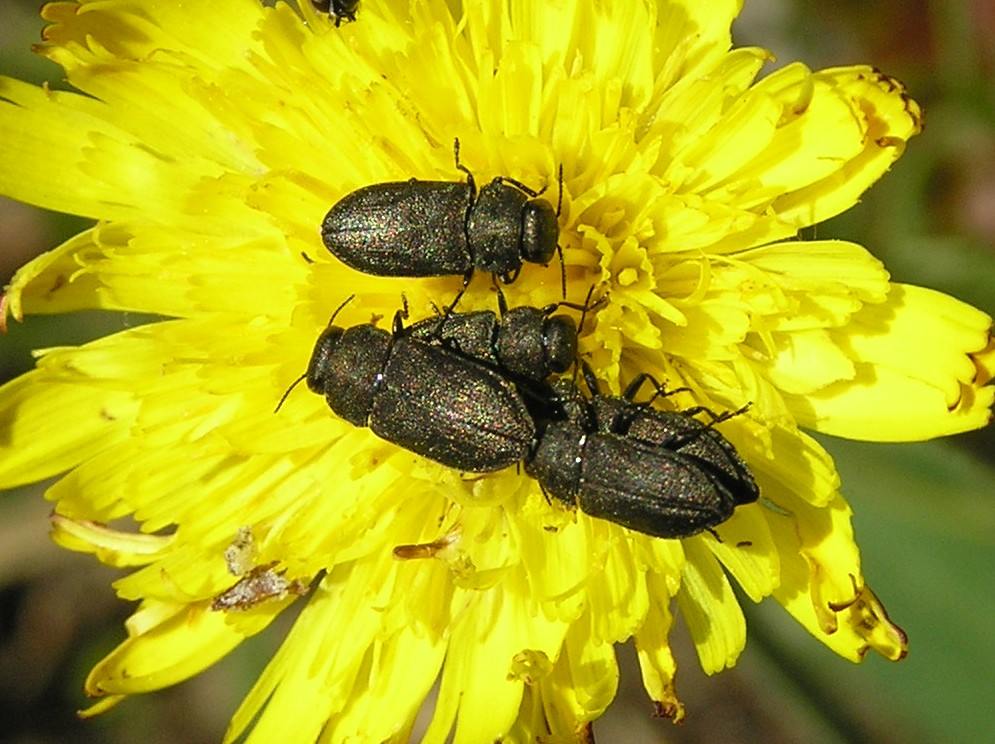
Anthaxia quadripunctata su Hieracium pilosella

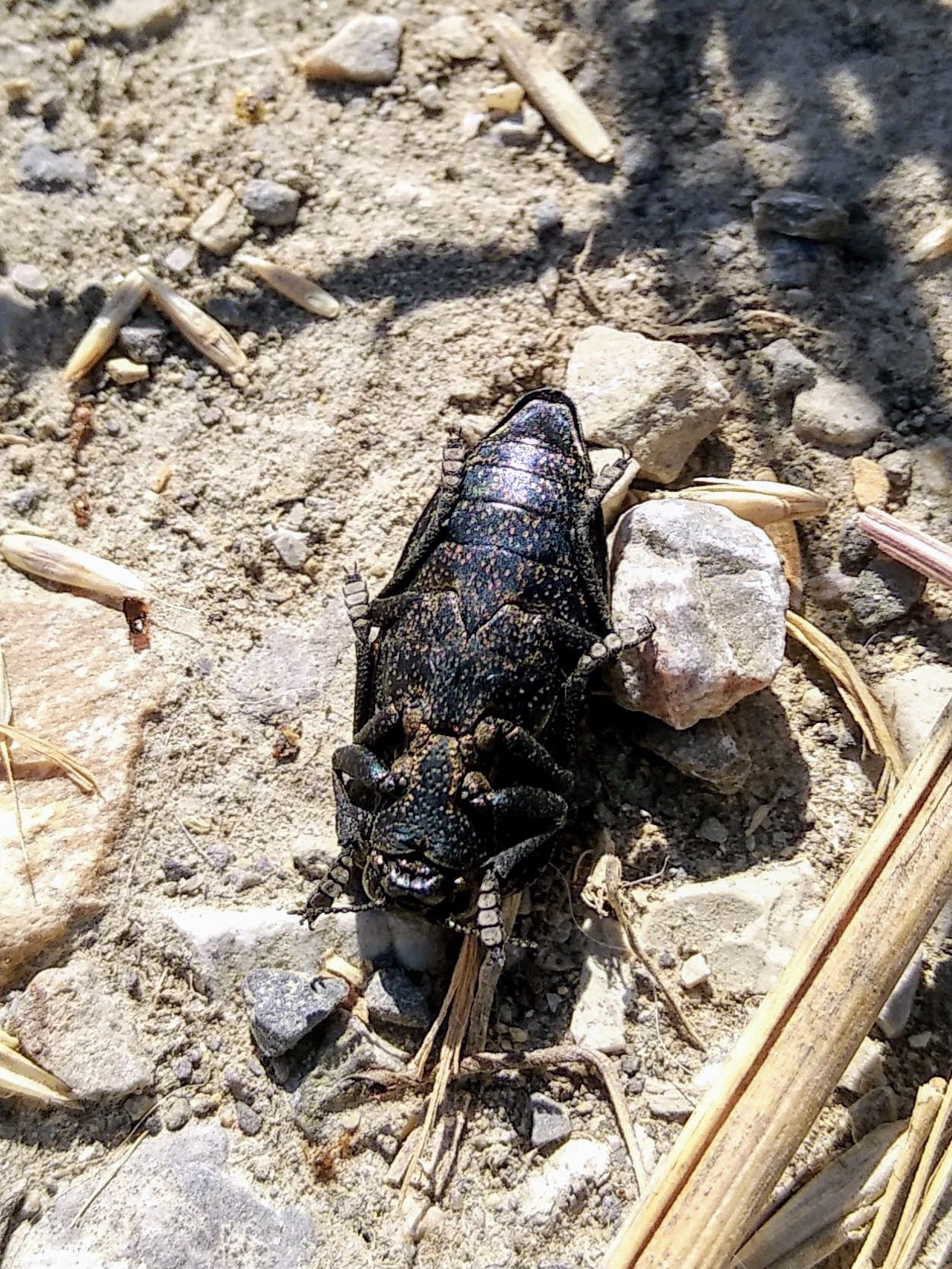
Capnodis tenebricosa (Olivier, 1790), tanatosi

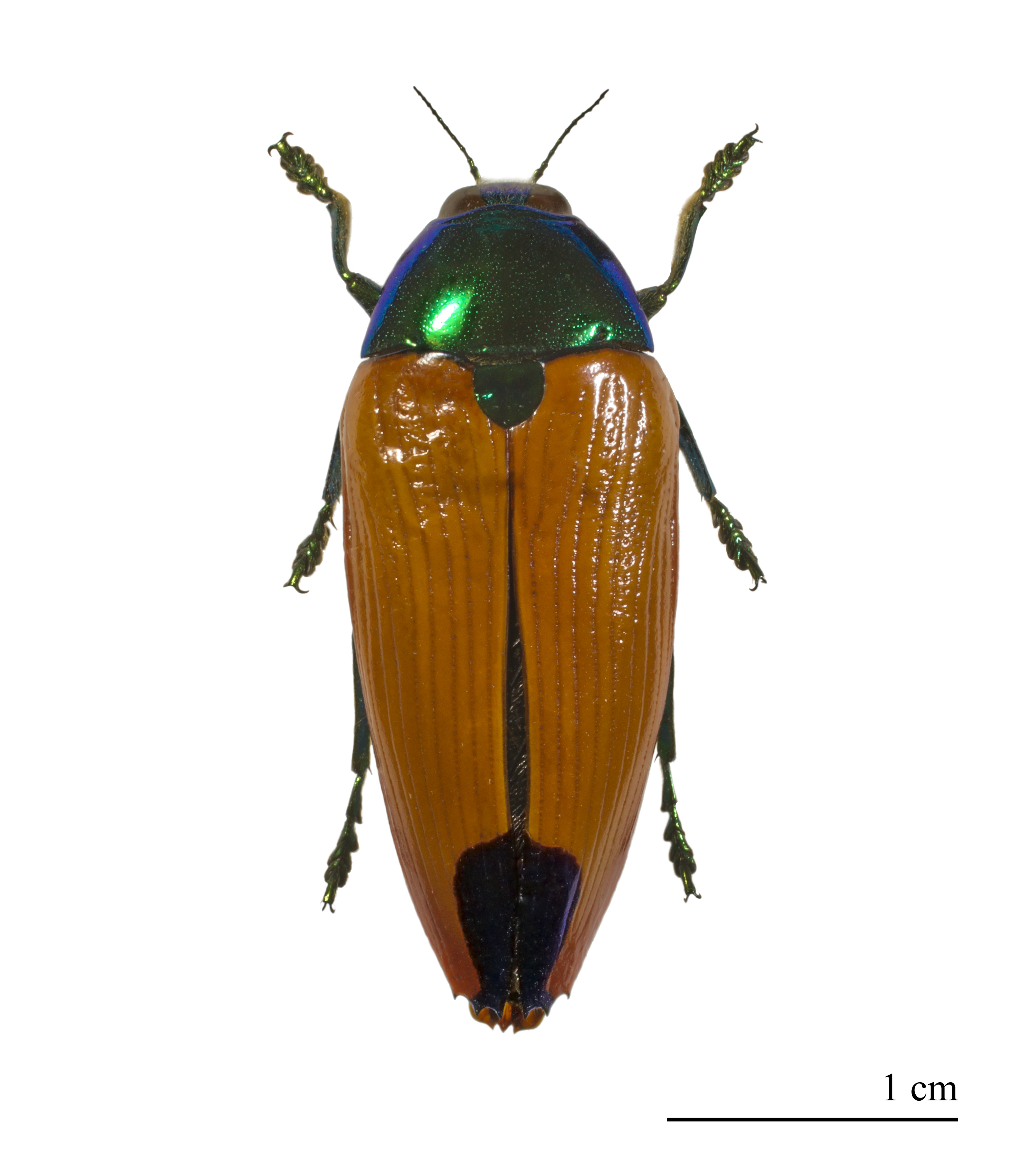
Metaxymorpha gloriosa - Australia

I Buprestidi sono diffusi specialmente in ambienti tropicali o generalmente molto caldi.
 
Gli adulti sono diurni attivissimi sotto il sole, ma la loro specialità è fingersi morti, non appena disturbati (tanatosi).
Quelli delle specie più piccole frequentano i fiori (Antaxia, Acmaeodera) o le foglie degli alberi (Agrilus, Coraebus), mentre quelle di dimensioni maggiori sono arboricole e difficili da avvistare.
La sottofamiglia primitiva Julodinae comprende specie arbustive diffusi in ambienti aridi.

## Tassonomia
I Buprestidi sono stati divisi nelle seguenti sottofamiglie, a loro volta suddivisi nei seguenti generi:
Agrilinae
- Agrilus Curtis, 1825
- Anodontodora Obenberger, 1931
- Asymades Kerremans, 1893
- Brachys Dejean, 1833
- Chalcophlocteis Obenberger, 1924
- Discoderoides Théry, 1936
- Entomogaster Saunders, 1871
- Ethiopoeus Bellamy, 2008
- Madecorformica Bellamy, 2008
- Meliboeus Deyrolle, 1864
- Pachyschelus Solier, 1833
- Paracylindromorphus Thery, 1930
- Paradorella Obenberger, 1923
- Pseudokerremansia Bellamy & Holm, 1985
- Strandietta Obenberger, 1931

Buprestinae
- Agrilozodes Thery, 1927
- Anthaxia Eschscholtz, 1829
- Bubastoides
- Buprestis
- Calodema
- Castiarina
- Chrysobothris
- Colobogaster
- Conognatha
- Eurythyrea
- Hiperantha
- Metaxymorpha
- Stigmodera
- Temognatha

Chrysochroinae
- Capnodis
- Chalcophora
- Chrysochroa
- Chrysodema Laporte & Gory, 1835
- Euchroma
- Halecia
- Lampetis Dejean, 1833
- Lampropepla
- Perotis
- Psiloptera

Galbellinae
- Galbella

Julodinae
- Aaata
- Amblysterna
- Julodella
- Julodis
- Neojulodis
- Sternocera

Polycestinae
- Acmaeodera